# Via Democratica
Via Democratica (in arabo النهج الديمقراطي‎?, Annahj Addimocrati, in francese La Voie Democratique) è un partito politico marxista registrato in Marocco che ha ricompreso ex membri del Partito Comunista Marocchino e del Movimento Marocchino Marxista-Leninista.
Il partito ha boicottato tutte le elezioni tenutesi in Marocco sin dalla sua fondazione, considerandole non libere ed avendole definite una "cortina fumogena democratica" per la monarchia marocchina. Nel 2004, quando il partito divenne legale all'interno dello Stato marocchino, assunse il ruolo di segretario generale Abdallah El Harif, cui succedette nel luglio 2012 Mustapha Brahma. È dotato di circa 50 sezioni locali in Marocco, oltre a filiali europee dedicate ai Marocchini emigrati in Spagna, Francia, Italia e Belgio.

## Storia
Il partito venne costituito nel 1995 da membri del movimento politico clandestino Ila al-Amam assieme a simpatizzanti del Movimento Marocchino Marxista-Leninista. Il movimento politico Ila al-Amam – fondato nel 1970 da dissidenti del Partito di Liberazione e Socialismo, a sua volta erede del Partito Comunista Marocchino – era stato oggetto di forte repressione da parte delle autorità marocchine, con imprigionamento di numerosi militanti, alcuni dei quali morti in carcere come Abdellatif Zeroual e Saida Menebhi ed altri scomparsi.
Il primo congresso nazionale di Via Democratica si tenne dal 16 al 18 luglio 2004, mentre quello dei giovani del partito ("Chabibat Annahj Addimocrati") fu organizzato dal 22 al 24 dicembre 2006 presso la sala Mehdi Ben Barka di Rabat. Il secondo congresso si tenne nel luglio 2008 ed il terzo il 13, 14 e 15 luglio 2012 a Casablanca. Nel 2004 il partito strinse alleanze con i partiti Lealtà alla Democrazia, Sinistra Socialista Unificata, Partito dell'Avanguardia Socialista e Congresso Nazionale Ittihad.
Il partito sostenne le proteste in Marocco del 2011-2012 e respinse nell'aprile del 2011 la proposta governativa di riforma della costituzione marocchina, chiedendo contestualmente il rafforzamento ed il consolidamento della mobilitazione con il proseguimento della lotta per un governo democratico.

## Ideologia
Il principale obiettivo del partito è la costruzione del socialismo, con una società democratica che metta fine al capitalismo e allo sfruttamento umano e nel 1998 criticò la presenza dell'Unione Socialista delle Forze Popolari – fino a quel momento il principale partito di opposizione – nel governo marocchino. Via Democratica ha boicottato tutte le elezioni tenutesi sin dalla sua creazione, come fatto in precedenza da altri partiti marocchini quale l'Unione Nazionale delle Forze Popolari tra il 1972 e il 2005, non considerando le elezioni libere ed il governo democratico.
Tra i punti del programma del partito vi sono:
- la presenza nei sindacati, nei comitati di difesa dei servizi sociali pubblici o di sostegno alle lotte sociali e nel movimento dei laureati disoccupati, lottando contro il liberalismo selvaggio (privatizzazioni, liberalizzazioni e deregolazione);
- la partecipazione attiva da parte dei suoi membri al movimento marocchino per i diritti umani, in opposizione alle presunte violazioni dei diritti umani perpetrate dal governo;
- la lotta per la democrazia, denunciando il governo quale "democrazia di facciata" attraverso una campagna attiva per il boicottaggio delle elezioni, rivendicandone di basate su una costituzione democratica redatta da un'Assemblea costituente;
- la lotta contro la dipendenza marocchina, eliminando le attività militari (esercitazioni militari congiunte, riunioni NATO, cooperazione contro il terrorismo), politiche ed economiche (Grande Medio Oriente, Accordo di libero scambio Marocco-Stati Uniti, il proposto Accordo di libero scambio Marocco-Unione europea, l'Unione per il Mediterraneo) con l'imperialismo;
- la lotta per il riconoscimento della lingua berbera come ufficiale, concedendo ampia autonomia alle regioni a maggioranza berbera;
- il sostegno alle lotte del popolo, in particolare quelle di palestinesi, iracheni e libanesi contro la normalizzazione dell'entità sionista;
- il sostegno alla lotta del popolo sahrawi per l'autodeterminazione, sostenendo trattative dirette tra Marocco e Fronte Polisario per soluzioni pacifiche.

Rappresentanti di Via Democratica sono presenti nei due principali sindacati in Marocco (Unione Marocchina dei Lavoratori e Confederazione Democratica del Lavoro), oltre che in organizzazioni non governative come l'Associazione Marocchina per i Diritti Umani, la filiale nazionale dell'Associazione per la tassazione delle transazioni finanziarie e per l'aiuto ai cittadini, l'Associazione Nazionale dei Laureati Disoccupati in Marocco ed il Movimento per i Diritti delle Donne.
Il partito commemora ogni 5 dicembre la "Giornata dei Martiri", in ricordo dei membri di Il-Amame uccisi dalle forze di sicurezza e di coloro che morirono in prigione per tortura o in sciopero della fame durante gli Anni di piombo sotto il regno di Hasan II del Marocco.